# Campos (Espanha)
Campos é um município da Espanha, localizado na ilha de Mallorca, província e comunidade autónoma das Ilhas Baleares. Com área de 149,7 km², contava em 2021 com 11 425 habitantes (densidade: 76,3 hab./km²).

## Demografia
| Variação demográfica do município entre 1991 e 2004 | Variação demográfica do município entre 1991 e 2004 | Variação demográfica do município entre 1991 e 2004 | Variação demográfica do município entre 1991 e 2004 |
| --------------------------------------------------- | --------------------------------------------------- | --------------------------------------------------- | --------------------------------------------------- |
| 1991                                                | 1996                                                | 2001                                                | 2004                                                |
| 6419                                                | 6735                                                | 6360                                                | 7898                                                |

## Economia
A economia deste município está ligada à agricultura desde a sua fundação. As suas terras são férteis, e até alguns anos atrás, a agricultura baseava-se em cultivos irrigados.
Atualmente, as duas cidades litorâneas se desenvolveram a partir dos antigos centros de recreação dos habitantes da vila.

## Atrações
- A Igreja de São Julião (Sant Julià) foi construída entre 1858 e 1873. O edifício é de estilo neoclássico. Ele mantém o sino das capelas do século XVI e alguns mais novos, do século XVIII. Dentro da grande volta para fora e o brilho das paredes brancas com detalhes dourados. O museu fica dentro das instalações da igreja paroquial.
- A aldeia de Campos tem um sistema de defesa constituído por sete torres urbanas de base quadrada que protegiam as pessoas dos ataques inimigos, impedindo o acesso ao interior. Eles estão distribuídos no interior do centro histórico e foram construídos no século XVI.
- O Auditório Municipal foi a igreja do antigo hospital em Campos. Construído no século XVI em estilo gótico, com abóbadas, foi recentemente restaurada.
- No século XVII, foi fundado o Convento de São Francisco. A faculdade tem um grande valor histórico e artístico, como a fachada barroca e o altar interior.
- O oratório de San Blas é uma das primeiras igrejas de Mallorca, pois foi construído após a conquista, preservando um estilo gótico primitivo de pequenas dimensões. O oratório tem um jardim, que antigamente era um cemitério.
- A praia de Trenc tem um grande valor natural e paisagístico, algo que mostra esses valores são as áreas de dunas de areia intactas. É um local onde ocorre a prática de nudismo. Atualmente há estudos para transformar a área em um parque natural.
- A área natural de El Trench-Salobrar de Campos é a área de maior valor ecológico em Campos. Muitos pássaros visitam e vivem nessa área. O junco, a tamargueira e o funcho-do-mar formam uma paisagem especial de grande interesse.
- Os banhos termais das Ilhas Baleares: "Termas de S. João da Fontsanta"
- O solo avermelhado permite que a planta da alcaparra cresça naturalmente (e torna sua paisagem de verão típica). Juntamente com a cidade de Llubí, são os dois únicos lugares onde elas são produzidas naturalmente.